# Martjan Lammertink
Jeroen Martjan Lammertink (Amsterdam, 22 maggio 1971) è un ornitologo olandese specializzato nello studio dei picchi (Picidi).

## Biografia
Lammertink è cresciuto a Castricum, a nord di Amsterdam, vicino ad una riserva naturale che protegge un tratto di foresta costiera. Appassionato di birdwatching da quando aveva undici anni, durante gli anni della scuola superiore studiò una piccola popolazione di picchi neri muniti di anelli di riconoscimento. Dopo aver letto alcuni rapporti su probabili avvistamenti del picchio dal becco d'avorio cubano (Campephilus principalis bairdii) nel 1986 e nel 1987, Lammertink si recò a Cuba nel 1991 e nel 1993 alla ricerca di questa specie, perlustrando le regioni di Ojito de Agua e Nuevo Mundo, senza però avere successo.
Dal 1991 al 1996 Lammertink studiò all'università di Amsterdam. Per la sua tesi di laurea, nel 1994 e nel 1995 condusse ricerche sul campo sull'avifauna endemica delle foreste primarie di pini e querce della Sierra Madre Occidentale nel Messico settentrionale. Tra il 1997 e il 2001 Lammertink svolse ricerche sui picchi che vivono nelle paludi tropicali, nelle mangrovie e nelle foreste di pianura dell'Indonesia, concentrandosi soprattutto sull'ecologia delle comunità e sugli effetti della deforestazione sui picchi del Sud-est asiatico. Durante questo periodo, nel Kalimantan Occidentale, conobbe la biologa Utami Setiorini, che sposò nel 2001. Dal 2004, Lammertink lavora presso il Dipartimento di Conservazione del Cornell Laboratory of Ornithology di Ithaca, nello stato di New York. È anche coinvolto nel consiglio di ricerca Consejo Nacional de Investigaciones Científicas y Técnicas (CONICET) in Argentina. Nel 2005 Lammertink è stato coautore di un articolo di alto profilo sulla rivista Science che annunciava la riscoperta del picchio dal becco d'avorio (Campephilus principalis) nell'Arkansas. Dopo un soggiorno di ricerca in Birmania nel 2006, ha conseguito il dottorato di ricerca nel 2007 con la tesi Community ecology and logging responses of Southeast Asian woodpeckers (Picidae, Aves).
Nel 1995 Lammertink scoprì nella collezione di manoscritti della Carl A. Kroch Library della Cornell University alcune lettere di William L. Rhein (1910-1999) e Frederick H. Hilton risalenti al 1962, indirizzate all'ornitologo James Taylor Tanner (1914-1991), nelle quali veniva menzionata l'esistenza di registrazioni cinematografiche del picchio imperiale (Campephilus imperialis), che Rhein aveva girato nel 1956 durante una spedizione nello stato di Durango. Nel novembre 1997, Lammertink ebbe l'opportunità di visitare Rhein nella sua casa di Mechanicsburg, in Pennsylvania, e visionare il film. Nel 2010, Lammertink e Tim Gallagher hanno seguito il tragitto effettuato da Rhein nella Sierra Madre Occidentale, senza però trovare traccia del picchio imperiale.
All'inizio del 2016, Lammertink e Gallagher hanno intrapreso un'ulteriore spedizione alla ricerca del picchio dal becco d'avorio cubano, anch'essa fallita.